# Aristide Croisy
Aristide Onésime Croisy (Fagnon, 31 de marzo de 1840 — ibídem, 7 de noviembre de 1899) fue un escultor francés, responsable de la restauración de 28 estatuas del Palacio de Versalles en 1876 y autor de numerosas otras, entre las que destacan las realizadas para el memorial del general Antoine Chanzy en Le Mans; en el mundo hispano es conocido por el monumento a Juan Santamaría, héroe costarricense. 

## Biografía
Aristide Croisy aprendió dibujo en Mezieres, adonde su padre, transportista en Fagnon, se había trasladado para instalar una pequeña empresa. Posteriormente Croisy se mudó a París, donde en 1856 trabajó en el estudio del escultor Armand Toussaint. En octubre del año siguiente, ingresó en la Escuela de Bellas Artes, donde fue alumno de Toussaint, Auguste Dumont y Charles Gumery. ,
Obtuvo en 1863 el segundo Premio de Roma por su grupo Nysus y Euríale y dos años más tarde ganó Antoine Chanzy en el mismo concurso el primer segundo premio por su relieve La fundación de Marsella, que presentaría después en el Salón de París de 1867. Allí mismo obtuvo la medalla de tercera clase el grupo en yeso La invasión, modelo para un monumento a realizar por suscripción nacional en memoria de las víctimas ardenesas de la guerra franco-prusiana de 1870-71. 
Croisy participó hasta el último en los Salones organizados por la Sociedad de Artistas Franceses, como se puede ver en sus catálogos en los que, además de las obras expuestas por los concursantes y los premios, están consignadas sus sucesivos domicios y la compras hechas por el Estado. En 1882, fue galardonado con la medalla de segunda clase por el conjunto en mármol El nido, y en 1885 una de primera clase por el grupo que forma la base del monumento a la 2.ª Armada del Loira en Le Mans. Un año antes de su muerte presentó al Salón un nadador, estatuilla de bronce editada por Federico Goldscheider.
En 1876, fue responsable de la restauración, en el Palacio de Versalles, de las 28 estatuas de piedra de la balaustrada de la capilla, entre ellas la de San Jerónimo, ejecutada en 1708 por Nicolas Coustou.
Croisy fue el elegido por el gobierno de Costa Rica para crear el monumento a Juan Santamaría, el héroe de la batalla de Rivas en la Campaña Nacional de 1856-1857 contra los filibusteros y que se emplaza en el parque dedicado a este soldado en Alajuela.
La mayoría de sus obras se encuentran su país natal.

## Obras

### En Francia
En museos

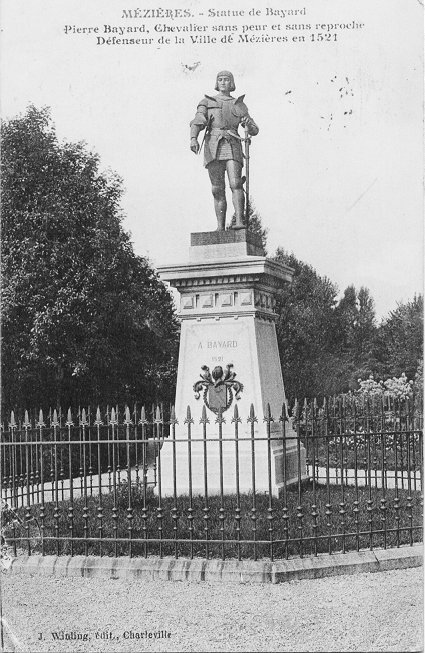
Estatua original de Bayard por Croisy

El museo de Allard en Montbrison, en el Loira, conserva El nido, grupo escultórico que representa, dormidos en un sillón, a los dos hijos pequeños del escultor. Antes se encontraba en el museo del Palacio de Luxemburgo.
El Museo de las Ardenas, en Charleville-Mezieres, organizó en 2005 una exposición dedicada a la treintena de obras de Aristide Croisy mantenidas en su colección, con motivo de la construcción en la ciudad de la reproducción de la estatua de Bayard, del mismo artista, que había sido capturada por los alemanes durante la Primera Guerra Mundial, posteriormente recuperada en 1918 y fundida finalmente durante la Segunda Guerra Mundial. En las obras expuestas figuraba asimismo Paolo y Francesca, escultura de los personajes de Dante que como la de El nido, existe en numerosos ejemplares, algunos de los cuales aparecen todavía a la venta en sitios especializados.
El bajorrelieve de la Fundación de Marsella se encuentra en el museo de Bellas Artes de esta ciudad.
En edificios

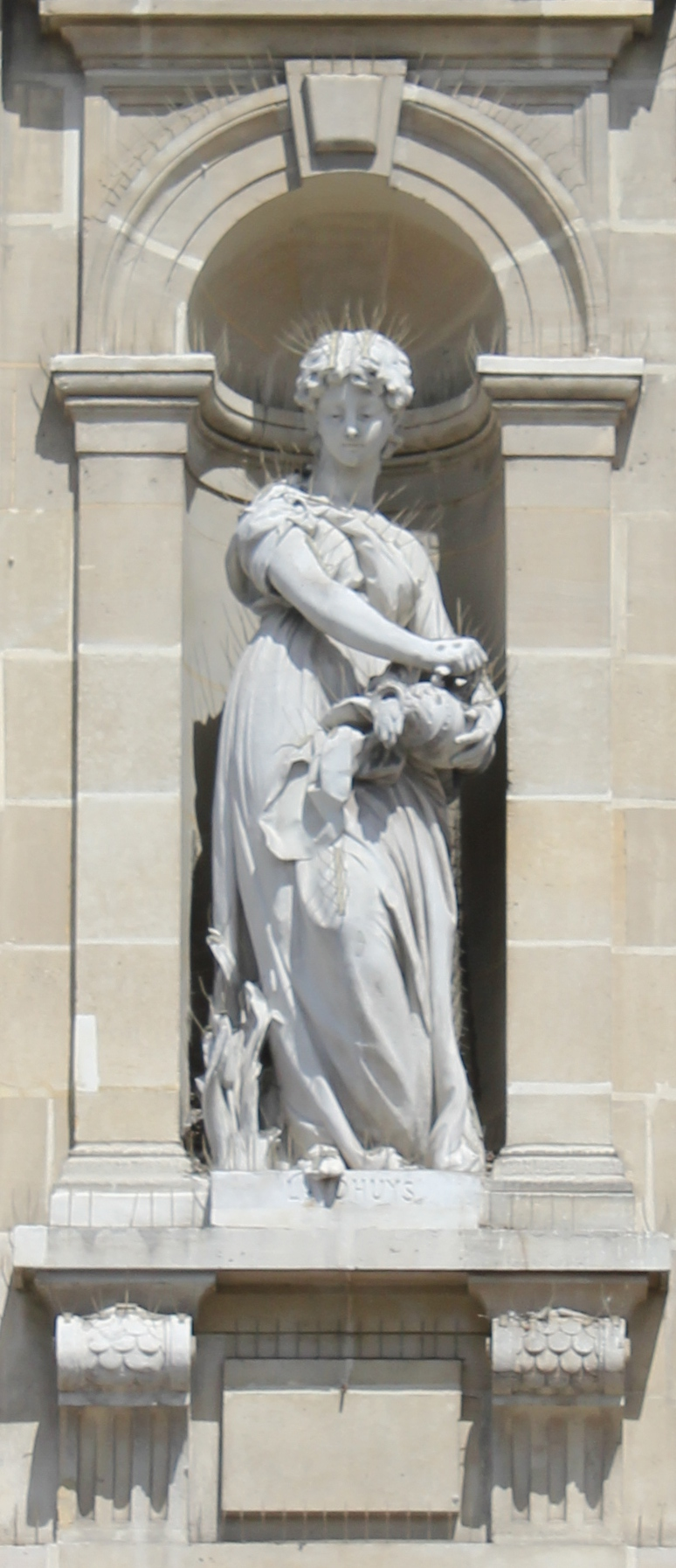
La Dhuys, en la fachada del ayuntamiento del XIX Distrito de París

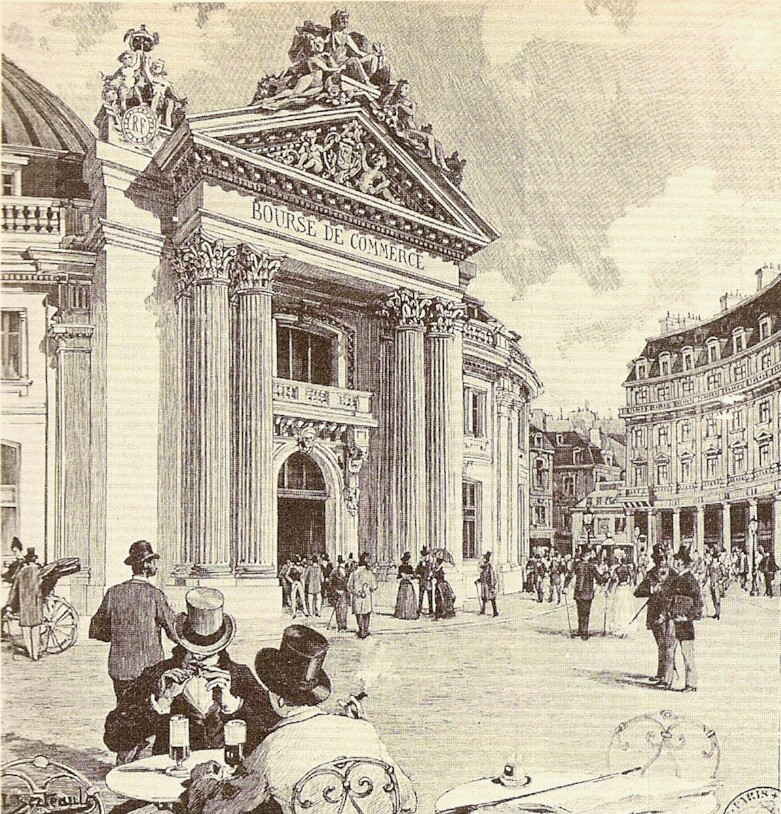
El pórtico de la Bolsa de Comercio de París.

El frontón monumental de la Bolsa de Comercio de París, inaugurado en 1889, representa a la ciudad de París tallada en piedra, rodeada por otras dos figuras femeninas, alegorías del comercio y la abundancia.
La fachada del ayuntamiento del distrito XIX de París, a la altura de la primera planta del pabellón central, está decorada con dos alegorías, la de la derecha (izquierda del observador), la Dhuys, expuesta por Croisy en el Salón de 1881.
Monumentos fúnebres
En el cementerio de Mohon, en Charleville, la tumba del maestro herrero Jean-Baptiste Brézol; en el de Dunkerque, la de la familia Bellais-Leprêtre. También se conserva en la capilla del Castillo de Buzancy (Ardenas), una estatua yacente del general Chanzy. En Sumy, Ucrania, está el monumento funerario de la familia del riquísimo industrial Iván Jaritonenko, diseñada a partir de distintos elementos presentados en los salones de 1894 y 1897 (calvario, grupo de mármol, agricultores y niños).
Monumentos públicos
La estatua de Bayard en Charleville-Mezieres, el de Étienne Nicolas Méhul en Givet; también bustos, como el del general Georges Boulanger y los de dos militares designados senadores de por vida después de 1874-1875: el general Chanzy y el almirante Jean Bernard Jauréguiberry, que están en la cámara alta francesa.

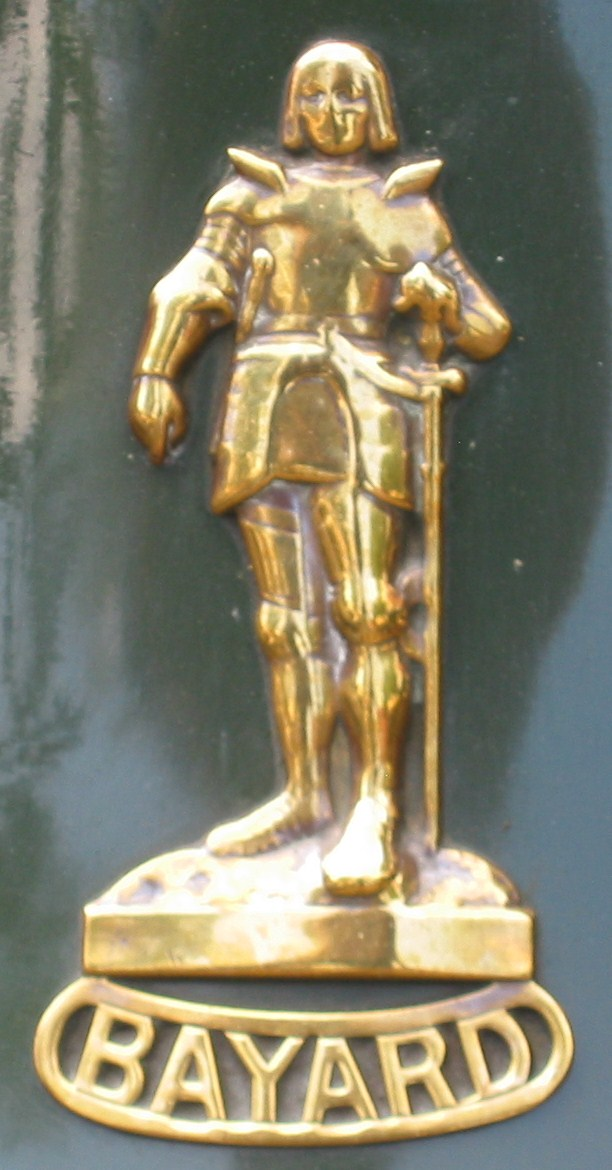
Logotipo de Bayard

El modelo de la estatua de Bayard, reducido y aplanado, fue utilizado por el fabricante Adolphe Clément-Bayard, como un emblema en sus automóviles comercializados antes de la guerra de 1914-1918. Este fabricante de automóviles, aviones y dirigibles, cuya principal fábrica se encuentra en Levallois-Perret, poseía de hecho, en Charleville-Mézières una fundición de piezas mecánicas.
Croisy, a causa de sus orígenes ardeneses comunes, representó muchas veces al general Chanzy: en Buzancy, residencia del militar, hay tres obras suyas: pedestre frente al ayuntamiento, yacente en la capilla funeraria de su antigua mansión, que es en la actualidad el colegio universitario, y el busto, en el cementerio; en Nouart, su comuna natal, lo esculpió de pie, vestido con su sombrero de tres picos en alto. En el Senado, además del mencionado retrato de Chanzy, hay por lo menos otros cuatro bustos de militares hechos por Croisy.
Otros famosos ardeneses también fueron retratados por su compatriota: los diputados y senadoresEdmond Toupet des Vignes, uno de los padres de la Tercera República,  y senador Gustave Gailly, diputado y después senador de las Ardenas de 1871 a 1903; Louis Tirman, gobernador general de Argelia (1881-1891).
En los departamentos vecinos cabe citar las estatuas de Camille Margaine, alcalde de Sainte-Menehould en 1867 y diputado y después senador de la Marne 1871 a 1893; y Ernest Bradfer, alcalde de Bar-le-Duc en 1879, también maestro de forja socio de Antoine Durenne, fundidor de numerosas obras de Croisy.
El periodo posterior a la guerra franco-prusiana dio lugar a diversos encargos. Estos incluyen el monumento a los caídos en Sedán.

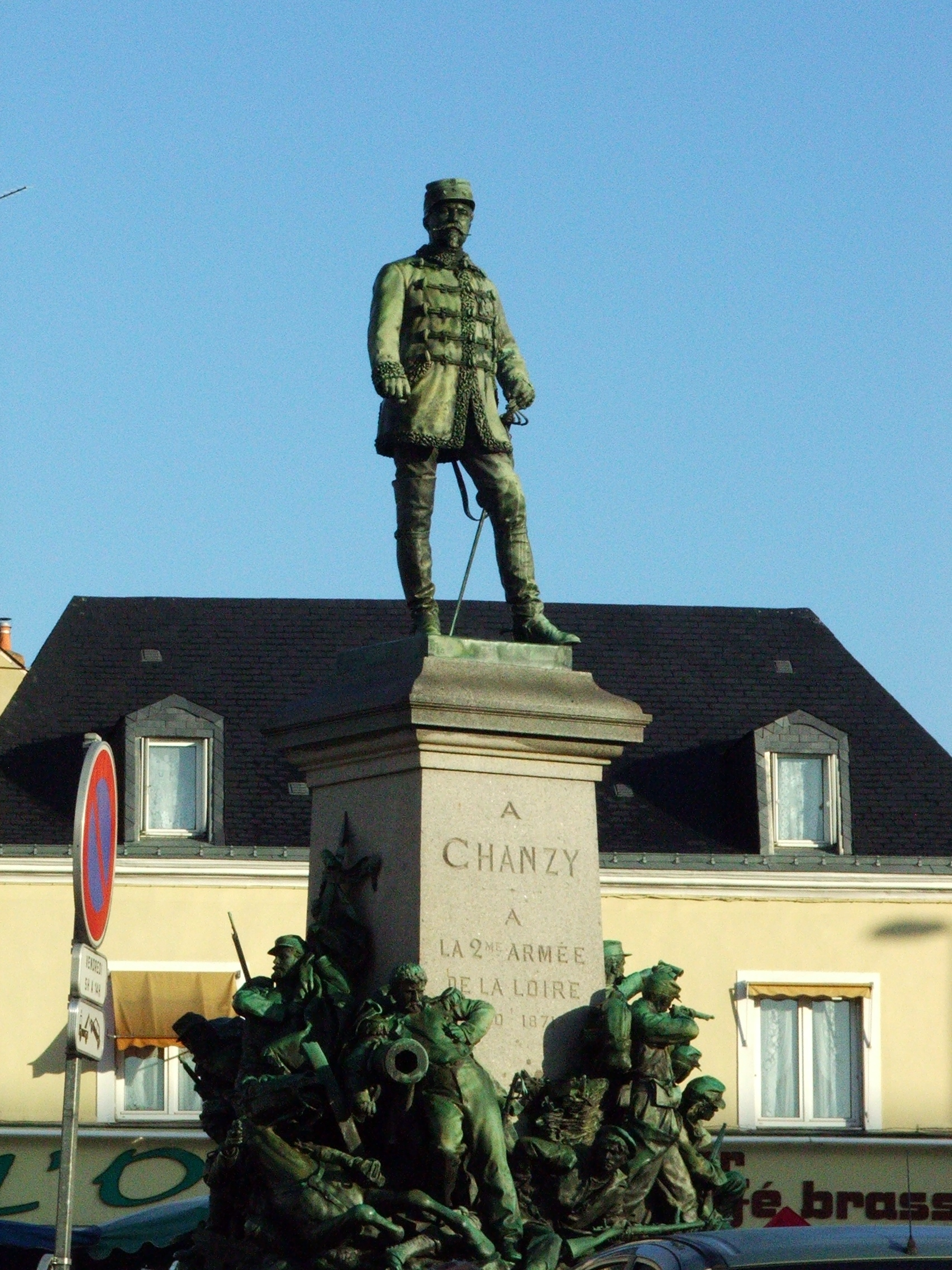
Estatua monumento en memoria de Chanzy en Le Mans

La obra más impresionante es probablemente el monumento conmemorativo erigido en 1885 por la ciudad de Le Mans en memoria a los soldados de la 2.ª Armada del Loira, al mando del general Chanzy, que, a pesar de dos días de luchas heroicas entre el 11 y el 12 de enero de 1871, tuvo que retirarse en Laval.
La estatua del general Chanzy, que domina sobre el cuadrado de los últimos combatientes de Mans, es obra de otro escultor, el valencieno Gustave Adolphe Désiré Crauk, mientras que el resto de figuras en la parte baja es de Croisy, quien no escatimó en la cantidad y variedad de figuras de bronce de todas las edades, infantería, caballería, artillería, 'móviles' y marineros, algunos heridos, otros sanos, y en todo caso mostrando la determinación de gastar el último cartucho de sus armas (fusiles modelo 1866, o fusil Tabatière, es decir, armas de fuego antiguas amartilladas reconvertidas en armas de culata, revólveres modelo 1870). También vemos un caballo herido y un cañón y diversos tejidos de mimbre despedazados por la metralla. Un hermoso oficial barbudo de pelo blanco, envuelto en los pliegues de la bandera tricolor, no tiene armas, pero se aferra fuertemente al mástil del estandarte.
Esto representa un total de no menos de catorce figuras, entre ellas dos oficiales, uno a la bandera, y el otro con un par de binoculares modernos, dos marineros, uno de pie y el otro en el suelo, dos de caballería, uno herido apoyado en el cañón, el otro sobre el caballo en tierra, un zuavo, y 7 móviles y de infantería, incluyendo dos en el suelo. De los catorce sólo dos están disparando, el resto recargan sus armas.
La estructura del monumento en Le Mans, con un personaje principal en un pedestal, rodeado de un friso de soldados en un nivel inferior, no es único y se encuentra en varios monumentos de la misma época, como el de los Móviles de Bouches-du-Rhone en Marsella; los hijos de la Aurora en Troyes, y los combatientes de 1870 en La Rochelle.

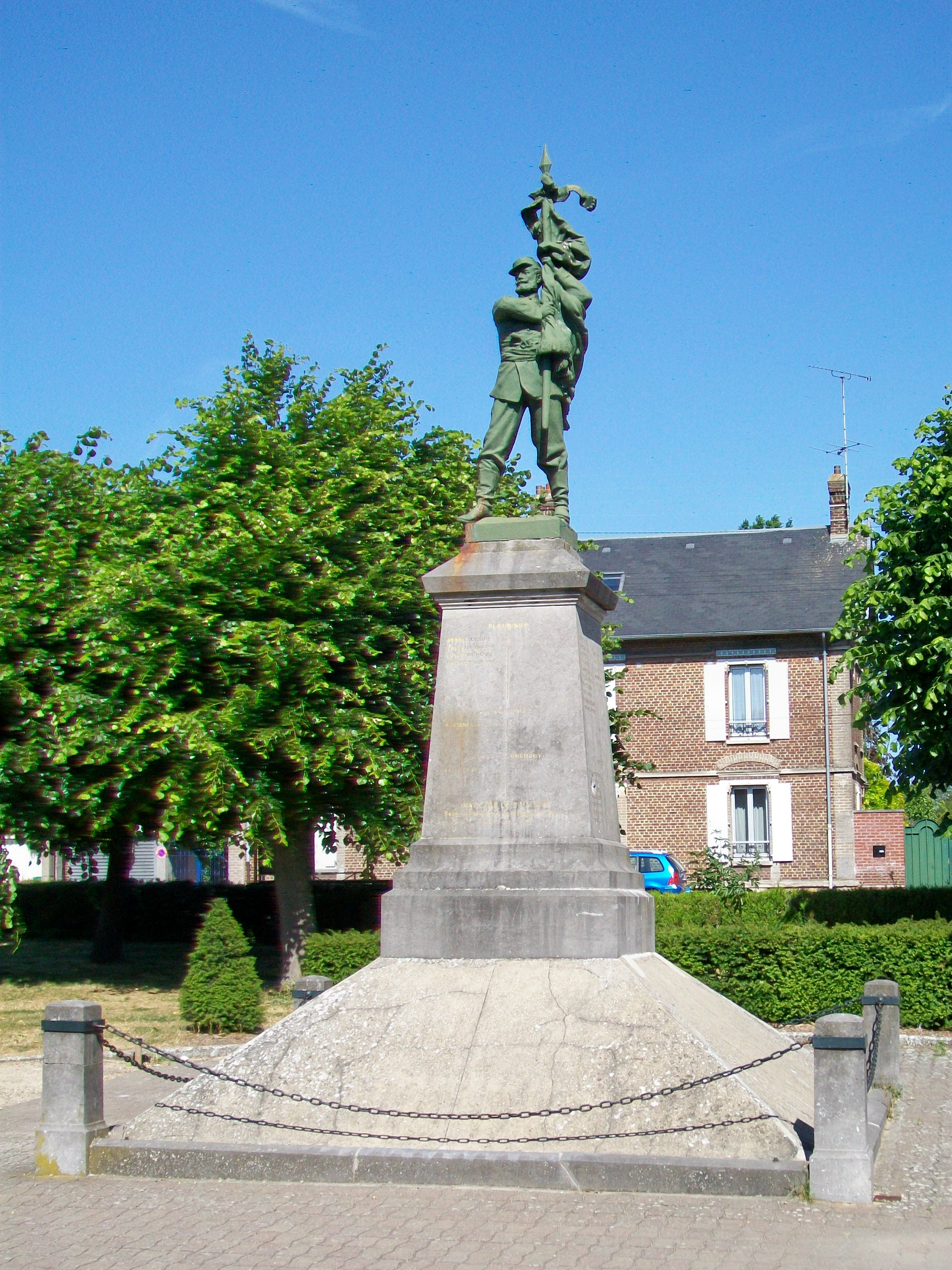
Oficial barbudo. Monumento en Pont-Sainte-Maxence

De este último grupo de Le Mans, algunos personajes característicos fueron seleccionados para ser duplicados en hierro fundido, y las figuras siguen en pie en varios lugares públicos de Francia. En primer lugar, el viejo oficial con barba sosteniendo ferozmente la bandera, que no es el general Chanzy, contrariamente a lo que indica la hoja de datos del inventario de Toulouse, sobre Villefranche-de-Rouergue (podemos encontrar este modelo en Villefranche-de-Rouergue, flanqueada por dos soldados de infantería o móviles, y en solitario sobre un pedestal en Alençon, en Quiévy, en Montoire, en Paray-le-Monial, en Biarritz, en Pont-Sainte-Maxence, en Fauquembergues, en Charmes, etc).
En segundo lugar, el móvil de mediana edad con mostacho con su fusil Tabatière, infante de los batallones departamentales de la guardia nacional móvil, de Arras; en Sainte-Anne-d'Auray, en Ceaucé, en Saint-Bomer, en Abbeville, en Rimogne, en Hesdin, en Montreuil, en Montauban, en Choisy-le-Roi, etc.
Finalmente, el marinero imberbe, con su rifle, que se encuentra en modelo reducido en el museo de Sedán, o en tamaño monumental en Péronne (Memorial del marino Jean Delpas, caído el 29 de diciembre de 1870 defendiendo su cañón llamado Fanny); también en Quimper, en Berck, y puede que en otros lugares.
Estas estatuas "en serie" fueron producidas mediante la técnica del marcottage (por capas), en los famosos talleres de fundición parisinos Durenne, y en algunos casos instalados con posterioridad a la muerte de su autor. Así, el grupo de Villefranche-de-Rouergue fue erigido en 1909, el mismo año que los marinos de Peronne y de Quimper...
Se pueden encontrar también actualmente en ciertos sitios de internet dedicados a las subastas, modelos de estos personajes, a precios iniciales de algunos cientos de euros o dólares. Así existen versiones en bronce, en porcelana de Longwy, yeso y mármol de El nido y también figuras de bronce del oficial barbudo o del marinero. De hecho, el pantógrafo tridimensional inventado por el ingeniero Achille Collas, empleado por fundidores famosos como Durenne y Barbedienne, permitió desde 1836 la reproducción mecánica hasta el infinito y en todas las escalas de las estatuas originales antiguas y modernas; esto ha incrementado las oportunidades para coleccionistas y amantes del arte de adquirir réplicas de muchas esculturas únicas a un precio razonable .

### En el extranjero

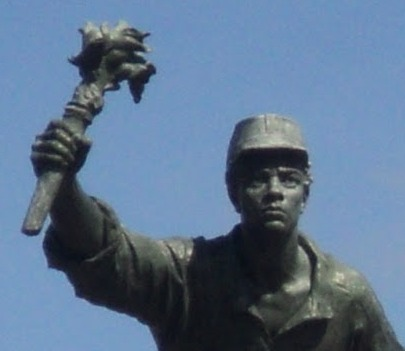
Estatua en bronce de Juan Santamaria

Entre las obras de Crisy en el extranjero citar las siguientes:
- La citada tumba de la familia Jaritonenko en Sumy, Ucrania. Iván Jaritonenko fue el rico propietario de una fábrica de azúcar de producción local, así como mecenas y filántropo; la población local le dedicó una estatua inaugurada en 1899, tallada por el Alexander Opekushin, para lo cual hay evidencia de que Croisy acordó supervisar la ejecución.[14]
- El Museo de Asturias de Oviedo tiene una réplica de mármol de El nido.
- La representación de Juan Santamaría, héroe nacional de Costa Rica.[15]
- En Berna, es curioso ver la estatua del héroe nacional Adrian von Bubenberg, vencedor de los borgoñones en la Batalla de Morat.[16] Es una obra de 1897 del escultor suizo Max Leu (1862-1899), quien estudió desde 1880 hasta 1881 en Lyon y París. Es muy similar al monumento a Bayard en Charleville-Mezieres, con algunas variaciones: la espada está en la mano derecha.[nota 5] Con motivo de una controversia en 1930, después del traslado de la estatua, algunos periódicos locales en Berna habían negado explícitamente cualquier valor original, diciendo que era una imitación de la estatua de Bayard expuesta por Croisy en el Salón de París en 1894.

### Obras premiadas y/o presentadas en salones y exposiciones
- Segundo Gran Premio de Roma 1863 por el grupo de Niso y Euríalo
- Primer Segundo Premio de Roma 1865 por el relieve Fundación de la ciudad de Marsella, expuesto en el Salón de 1867
- Salón de París de 1867: Fundación de la ciudad de Marsella, bajo relieve de mármol (adquirido por el Estado, depositado en el Museo de Bellas Artes de ese puerto);
- Salón de París de 1868: La Prière d'Abel (La oración de Abel Palacio de la Cancillería); Retrato del señor vizconde de L. (busto de mármol)
- Salón de París de 1869: Nereida (estatua de yeso); Retrato de Emile Augier (busto de yeso)
- Salón de París de 1870: La Prière d'Abel (estatua de bronce, Departamento de Bellas Artes); Psique abandonada (yeso)
- Salón de París de 1873: L'Invasion(La invasión, grupo de yeso); proyectos de los monumentos a las víctimas de la guerra de 1870-1871 en Las Ardenas, tercera medalla
- Salón de París de 1875: Retrato del señor Lacaille, abogado (busto de bronce)
- Salón de París de 1876: Retrato del señor Toupet des Vignes, senador (busto de bronces); Paolo Malatesta y Francesca da Rimini, grupo de yeso, reexpuesto en 1878 en el Museo de Charleville
- Exposición Universal de 1876: Le Moissonneur (estatua de yeso); Retrato del general Chanzy (busto de mármol)
- Salón de París de 1877: Retrato del señor Gailly, diputado, busto de mármol Retrato de M.H. Perrin; busto de yeso;
- Salón de París de 1878: Le Repos (El descanso, estatua de yeso); Paolo Malatesta y Francesca da Rimini (grupo de mármol)
- Salón de París de 1879: La Fille aux raisins (La niña con uvas, estatua de yeso); Retrato de M.H.(busto de mármol)
- Salón de París de 1880: El nido (grupo de yeso); Retrato de M.L. Détroyat (busto de terracota)
- Salón de París de 1881: Dhuys, figura alegórica, estatua de piedra (alcaldía del XIX distrito de París); Retrato del Dr. Philbert (busto de terracota)
- Salón de París de 1882: El nido, grupo de mármol (medalla de segunda clase, Museo de Luxemburgo); Retrato de la señora P.J. (busto de mármol)
- Salón de París de 1883: las estatuas de yeso Le Général Chanzy sur son lit de mort (El general Chanzy en su lecho de muerte) y Ernest Bradfer (empresario; modelo del bronce erigido en Bar-le-Duc)
- Salón de París de 1885: El Ejército del Loira (medalla de primera clase, grupo de bronce erigido el mismo año en Le Mans
- Salón de París de 1886: El general Chanzy, estatua de bronce, erigida posteriormente en Nouart, Ardenas;
- Salón de París de 1887: bustos de mármol Retrato del almirante Jaureguiberry y Retrato del general Boulanger, ministro de Guerra
- Salón de París de 1888: Retrato del señor Tirman, gobernador general de Argelia (busto de mármol)
- Salón de París de 1889: Mercurio, estatua en el jardín del Palais Royal, y La Paix et la Concorde (La paz y la armonía, frontón de la cúpula central de la Exposición Universal de 1889); frontón y estatuas de la Bolsa de Comercio de París
- Salón de París de 1890: Mehul (estatua de bronce de este compositor romántico para la ciudad de Givet); La señora M. (busto de mármol)
- Salón de París de 1891: Dos ángeles (grupo funerario de mármol para el Jaritonenko); maqueta del monumento del héroe nacional de Costa Rica Juan Santamaría (erigido en Alajuela)
- Salón de París de 1893: estatua en bronce de Bayard, en Charleville-Mezieres
- Salón de París de 1894: Calvario (grupo de mármol para la decoración de una tumba en Ucrania); La carga de los cazadores de África en Floing, el 1 de septiembre de 1870[nota 6] (bajorrelieve de yeso, parte del monumento erigido en Sedán)
- Salón de París de 1895: monumento a erigir en Sedán]en memoria de los soldados que murieron por su país: 1°- Pour la patrie (grupo de bronce), 2º- Defensa del puente de Bazeilles (1 de agosto de 1870), bajorrelieve en bronce; Señor Margaine, antiguo cuestor del Senado (busto de mármol)
- Salón de París de 1897: Moujik et enfants ukrainiens (Mujik y niños de Ucrania, grupo de yeso que forma la base del monumento en memoria de Jaritonenko); El general Boisdeffre (estatuilla de bronce)
- Salón de París de 1898: Bañista (estatuilla de bronce, editada por la fundición de Frederic Goldscheider)
- Salón de París de 1899: Tras haber esculpido la tumba de la familia del rico empresario y mecenas de Ucrania Iván Jaritonenko en Sumy, actual Ucrania, Aristide Croisy supervisó en los últimos meses de su vida el trabajo del escultor ruso Alexander Opekushin (conocido por sus estatuas de Pushkin en Moscú y San Petersburgo) para la realización del monumento erigido el 1 de octubre de 1899 en la misma ciudad en homenaje al filántropo por suscripción pública y que había sido fundido el mismo año en París

### Otras obras

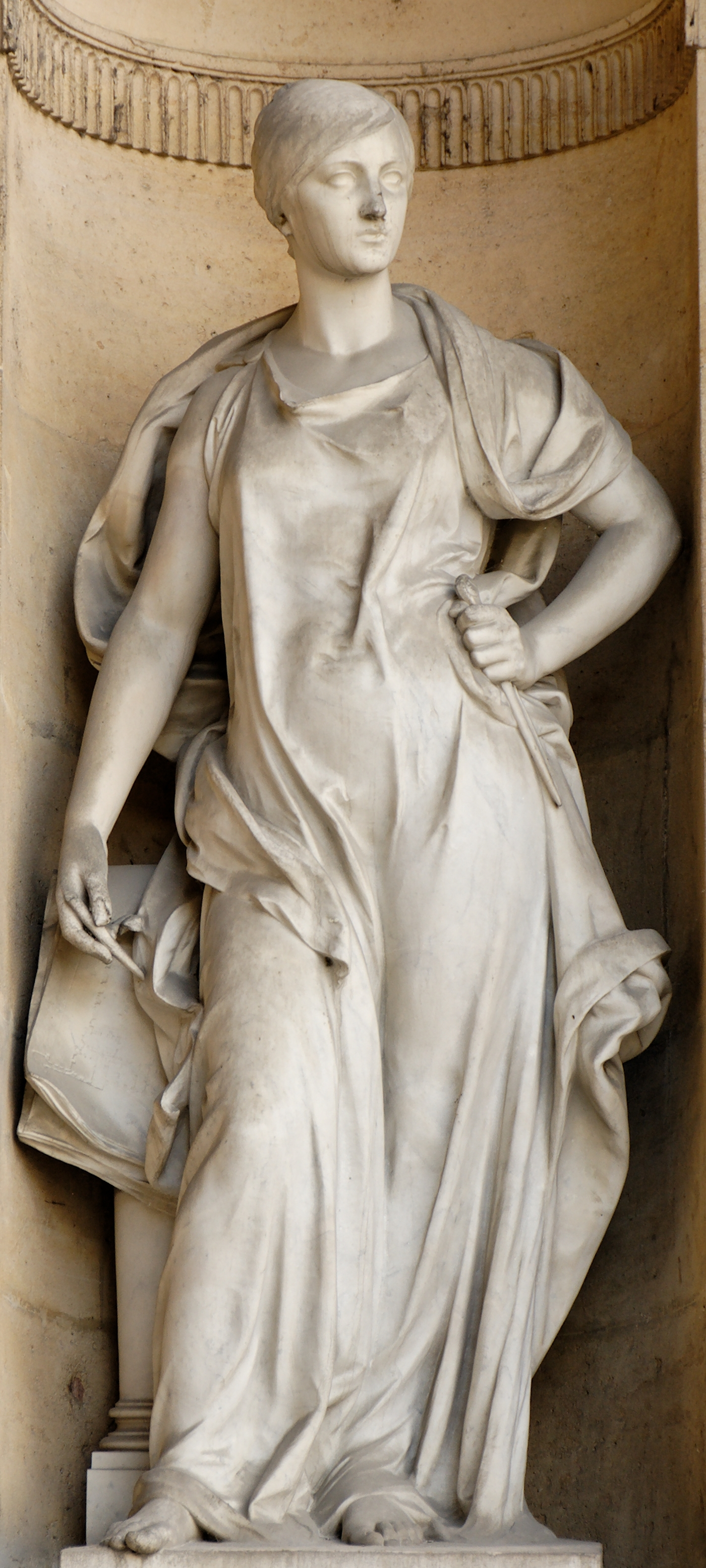
Alegoría de la arquitectura - antiguo patio del Louvre

- Estatua de Louis Niedermeyer (1888), compositor y organista francés de origen suizo
- Alegoría de la arquitectura, patio del viejo Palacio del Louvre (1895)
- Restauración de esculturas al aire libre en la capilla del Palacio de Versalles, 1875-1884
- Busto del diputado Philippotaux, diputado (1887)
- Los tres proyectos de arcilla, titulados Maternidad, Orfeo y Fugit Amor presentados en RNM.fr
- Busto de bronce del papa León XIII
- Monumento fúnebre de Brézol en Mohon, Ardenas y Bellais- Le Prêtre en Dunkerque, y estatua yacente en bronce del general Chanzy en Buzancy (Ardenas) (c.1883)
- Obras conservadas en el Museo de las Ardenas (medallones, etc, entre ellas un autorretrato del artista)

## Obituario y posteridad
Le Figaro del 8 de noviembre de 1899 (disponible en Gallica) anunció la muerte de Croisy en los siguientes términos: 

"Nos enteramos de la muerte de ...-. Aristide Croissy (sic), escultor, muerto a la edad de 59 años. Alumno de Toussaint, en 1863 obtuvo el segundo premio de Roma. Sus obras se expusieron siempre en el Salón. Estas incluyen las Nereidas, Psique, el proyecto del monumento la invasión, que le valió una medalla, el grupo de Paolo Malatesta y Francesca da Rimini, La chica de las uvas, la figura alegórica de Dhuys y El nido, que se encuentra en Luxemburgo. Fue él quien estuvo a cargo del monumento erigido por suscripción, en una de las plazas de Le Mans, en memoria del ejército del Loira y el más heroico de sus líderes, el General Chanzy . Debemos a Croissy bustos en bronce o mármol entre ellos los de Emile Augier, E. Perrin, el senador Gailly, de Tirman; la restauración de las esculturas de Versalles, el monumento erigido por suscripción en Sumy, Rusia, en la provincia de Ucrania, en memoria del Sr. Kharitonenko, un industrial. Caballero de la Legión de Honor, que tenía una medalla de segunda clase en el Salón de 1882 y una medalla de primera en 1885. "

La base Mistral del Ministerio de Cultura de Francia incluye 34 fichas de obras de Croisy adquiridas por el Gobierno o que se beneficiaron de subsidios estatales (en ellas se indican la fecha y lugar de presentación de estas esculturas).

### Reducciones y réplicas
El monumento instalado en Le Mans en homenaje al Segundo Ejército del Loira, construido en 1885, presenta una galería de personajes que sirvieron a continuación como modelos para muchos memoriales de Francia y de Navarra. Las réplicas de tamaño mayor al natural de algunos personajes se encuentran diseminadas en distintos monumentos erigidos a lo largo de unos diez años después de la muerte del artista. Tres tipos preponderan: el móvil, el oficial, y el marinero. Modelos a escala también se han editado en bronce, y se siguen encontrando en el mercado estatuillas del "patriota", una variante rejuvenecida del oficial envuelto en los pliegues de la bandera tricolor, también del joven móvil y de su vecino el infante de Marina, ambos dispuestos a vender caro su pellejo. También hay una versión del infante de marina, con los brazos a tierra.
El nido fue objeto de muchas réplicas de bronce o mármol, como la conservada en el Museo de Asturias en Oviedo.